# Thráin II
En el universo imaginario del escritor británico J. R. R. Tolkien, Thráin II es un rey enano exiliado de Erebor por el dragón Smaug y descendiente de la Casa de Durin. Nació en 2644 de la Tercera Edad, en la Montaña Solitaria. Es hijo del entonces rey Thrór, nieto de Thráin I, el fundador del Reino de Erebor y padre de Thorin Escudo de Roble.

## Historia
En el año 2770 de la Tercera Edad, fue expulsado junto con su pueblo del Reino de Erebor por Smaug, un dragón de fuego del norte. Entonces, vagaron hacia el sur, hasta terminar por instalarse en las Tierras Brunas. Al tiempo (2790 T. E.), su padre Thrór, ya muy anciano, abandonó el lugar de residencia para llevar una vida errante, y le confió a su hijo el último de los Siete Anillos de los Enanos. 
Ese mismo año, Thráin se enteró del asesinato de su padre en las estancias de Khazad-dûm a manos de Azog, el señor orco de Moria. Enfurecido, convocó a los ejércitos enanos de la Tierra Media para tomar venganza y expulsar a los orcos de sus tierras. Tras tres años de preparación, el año 2793 de la T. E. se inició la gran Guerra entre los Enanos y los Orcos., Tras 6 años de guerra, los enanos enfrentaron a los orcos en una gran batalla en el Valle de Azanulbizar, cerca de la puerta este de Khazad-dûm. Tan cruenta fue la batalla que Thráin perdió un ojo en ella y quedó cojo a causa de una profunda herida, además muchos enanos murieron. Por ello los sobrevivientes se negaron a acompañarlo para ocupar Khazad-dûm. Por lo que debió trasladarse con el resto de su pueblo a las Montañas Azules, en donde excavaron minas de hierro al este de éstas, más allá del río Lhûn (algunos creen que se instalaron en las ruinas de Nogrod).
Se dice que por los efectos del Anillo Enano, que tenía el poder de corromper y volver ambiciosos a quienes lo poseyeran, Thráin abandonó con Balin y Dwalin las Montañas Azules con la pretensión de volver a Erebor y robar las riquezas de las manos del dragón. Así que en 2841 T. E. partieron los tres en un incierto viaje.
Este estuvo cargado de infortunios y de amenazas. Fueron perseguidos por los orcos, por bestias emisarias de Sauron y por inexplicables tormentas y desgracias naturales. Un día, en el Bosque Negro y al despertarse Balin y Dwalin, descubrieron que Thráin había desaparecido. 
Muchos años después se supo por boca de Gandalf, que el enano había sido capturado por Sauron, que pretendía apoderarse del último de los Siete Anillos de los Enanos. El Mago lo encontró, completamente loco y delirante en una mazmorra de Dol Guldur. Así y todo, Thráin le dio al mago el mapa de la Montaña Solitaria, la llave de la Puerta Secreta y el pergamino con las letras lunares que indicaban cómo entrar a Erebor. Murió en brazos de Gandalf en 2851 de la Tercera Edad.
| Predecesor: Thrór | Casa de Durin 2790 - 2851 T. E. | Sucesor: Thorin II Escudo de Roble |

- Datos: Q2290637